# Андре Лероа Гуран
Андре Лероа Гуран (фр. André Leroi-Gourhan; Париз, 25. август 1911 — Париз, 19. фебруар 1986), био је један од најистакнутијих археолога, антрополога и палеонтолога двадесетог века, чија је специјалност била праисторија. Био је професор у Лиону и Паризу, директор музеја фр. Musée de l'Homme, највећег француског етнолошког музеја.
Бавио се проучавањем поларних народа и народа у тропском појасу.

## Значајна дела:
- Човек и материја (фр. L'Homme et la matière, Paris: Albin Michel, 1943)
- Средина и техника (фр. Milieu et techniques, Paris: Albin Michel, 1945)
- Преисторијски човек (фр. Préhistoire de l'art occidental, Paris: Mazenod, 1965)
- Религије преисторије (фр. Les religions de la Préhistoire, Paris: PUF, 1964)
- Гест и реч (фр. Le geste et la parole, 2 vols. Paris: Albin Michel, 1964–65)